# 145488 Kaczendre
145488 Kaczendre è un asteroide della fascia principale. Scoperto nel 2005, presenta un'orbita caratterizzata da un semiasse maggiore pari a 2,3532325 au e da un'eccentricità di 0,1018672, inclinata di 5,73167° rispetto all'eclittica.